# Panonski hrast
Panonski hrast  (znanstveno ime Quercus frainetto; syn. Quercus conferta Kit., Quercus farnetto Ten.) je vrsta hrasta, ki je samonikla v jugovzhodni Evropi. Znanstveno je uvrščena v rod Quercus sekcija Mesobalanus.

## Opis
Panonski hrast je listopadno drevo, ki zraste do 30, izjemoma pa lahko celo do 40 metrov in doseže do 2 metra v premeru. Skorja drevesa je sprva gladka, po desetem letu pa začne pokati v pravokotne ploskve. Barva skorje je svetlo siva. Listi so premenjalni, dokaj veliki in enostavni. Zrastejo od 4–25 cm v dolžino, izjemoma pa celo do 33 cm. Vsak list ima od 6 do 10 parov krp, posamezne krpe pa so tope ali tridelne. Peclji listov so kratki, dolgi od 2 do 6 mm, izjemoma do 22 mm. Listi so najširši blizu vrha, skoncentrirani pa so po navadi proti koncu vej. Po zgornji strani so listi temno zelene barve, po spodnji pa so poraščeni s kratkimi, gostimi dlačicami. V jeseni se listi obarvajo rjavo, rdečkasto ali rumeno. Včasih ostanejo na vejah do naslednje pomladi. Brsti panonskega hrasta rdečkasto rjavi, dokaj dolgi in zašiljeni.
Cvetovi so enospolni; moški so združeni v 4–5 cm dolga mačičasta socvetja, poraščena s kratkimi dlačicami, ženski cvetovi pa so klasasti in veliko bolj kosmati. Iz oplojenih cvetov se razvijejo plodovi - želodi, ki so na veje pritrjeni na kratkih pecljih. Skledica želoda je polkrožna in sestavljena iz številnih olesenelih lusk. Želod dozori oktobra in se takrat obarva svetlo rjavo. Posamezni plodovi so dolgi od 15–35 mm, rastejo pa v skupinah od dva do osem želodov. 

## Razširjenost in uporabnost
Panonski hrast je samonikel na Balkanu, delih Madžarske, Romunije in Turčije, pa tudi po delih južne Italije. Osrednje rastišče vrste predstavlja Balkan, kjer je za to drevesno vrsto najprimernejša podlaga. Panonski hrast namreč najbolje uspeva v globoki, kisli zemlji, ki je tipična za Srbijo, Bolgarijo in Romunijo. Prija mu tudi klima, značilna za kontinentalno podnebje, kjer je zemlja poleti suha, spomladi pa močno namočena. Kljub temu pa panonski hrast ne prenaša poplavljenih terenov ter apnenčastih tal. Panonski hrast predstavlja osnovno drevo srbskega mešanega gozda, predvsem v panonskih ravnicah. Kasneje so to drevo začeli zasajati v velike parke, saj so stara drevesa izjemno slikovita.